# Hoya gracilipes
Hoya gracilipes ist eine Pflanzenart der Gattung der Wachsblumen (Hoya) aus der Unterfamilie der Seidenpflanzengewächse (Asclepiadoideae).

## Merkmale
Hoya gracilipes ist eine epiphytisch, hoch in Bäume kletternde Pflanze mit fadenförmigen, verzweigten Trieben. Die spärlich beblätterten Triebe sind biegsam, im Querschnitt rund und kahl. Sie heften sich an manchen Stellen mit Haftwurzeln am Untergrund fest. Die ausgebreiteten Blätter sind kurz gestielt, die Blattstiele sind 0,4 bis 0,7 cm lang. Die ledrigen Blattspreiten sind lanzettlich oder elliptisch-lanzettlich, 7,5 bis 10 cm lang und etwa unterhalb der Mitte (näher zum Stiel) 2 bis 3 cm breit. Sie sind auf der Ober- und der Unterseite kahl. Die Basis ist gerundet, der Apex ist lang und spitz ausgezogen. Die palmenförmige Blattnervatur tritt nicht besonders hervor. Sie besteht aus der wenig prominenten Mittelrippe und fünf bis 6 Sekundärrippen auf beiden Seiten der Mittelrippe. Die Enden der Sekundärrippen können durch Tertiärrippen miteinander verbunden sein.
Der Blütenstand enthält 8 bis 12 Blüten. Die sehr schlanken, kahlen Blütenstiele sind im Querschnitt rund und messen 2 cm in der Länge. Die länglichen Kelchblätter sind etwa 1,5 mm lang. Die Enden sind stumpf, die Ränder sind mit feinen Zilien besetzt. Ansonsten sind die Kelchblätter außen kahl. Die radförmige Blütenkrone hat einen Durchmesser von 1,2 cm. Die Kronblätter sind in der basalen Hälfte verwachsen. Sie sind außen kahl, innen dicht mit kurzen Flaumhaaren bedeckt. Die eiförmigen Kronblattzipfel sind 0,5 cm lang, die Ränder sind umgebogen. Die Apices sind gerundet. Die eiförmigen Nebenkronenzipfel sind fleischig und horizontal ausgebreitet. Der äußere Fortsatz ist kurz und schnabelförmig zugespitzt, der innere Fortsatz ist breit mit eher gerundeter Spitze. Die Zipfel sind oben in der Mitte längs gekielt. Auf der Unterseite weisen sie eine Längsrinne auf. Die Staubbeutel sind breit-trapezoidal, die eiförmigen, hyalinen Anhänge sind kurz zipflig ausgezogen. Die Pollinia sind länglich mit hyalinem äußeren Rand. Die Caudiculae sind sehr kurz, das Corpusculum rhombisch und klein. Der Griffelkopf ist konisch.

## Ähnliche Art
Hoya gracilipes hat Ähnlichkeit mit Hoya chloroleuca Schlechter. Die Kronblattzipfel sind stärker, fast auf die gesamte Länge umgeschlagen, die Apices laufen stumpf zu. Die Nebenkronenzipfel sind länger und in Seitenansicht relativ niedriger. Im Pollinarium sind die Caudiculae deutlich kürzer.

## Geographische Verbreitung und Habitat
Die Art wurde bisher nur im Torricelli-Gebirge in Papua-Neuguinea gefunden. Sie wuchs dort auf Bäumen in 1100 m über Meereshöhe. Rudolf Schlechter fand sie dort blühend im April 1902.

## Taxonomie
Das Taxon wurde 1905 von Rudolf Schlechter beschrieben. Der Holotypus wurde unter der Nummer Schlechter #14478 im Herbarium des Botanischen Garten Berlin aufbewahrt. Der derzeitige Verbleib ist nicht bekannt. Die Datenbank Plants of the World online akzeptiert das Taxon als gültige Art.